# Niek Roozen
Niek Roozen (Haarlem, 27 augustus 1997) is een Nederlandse acteur.

## Biografie
In 2014 speelde Roozen in de jeugdserie Brugklas van de AVROTROS het personage Max. In seizoen 4 zit het personage Max in de tweede klas, hij zal nog wel in afleveringen te zien zijn maar is geen van de hoofdpersonages meer. Daarnaast vertolkte hij een van de hoofdrollen in de film De bende van Urk, die in juni 2014 in première ging. en is hij gecast voor de film Solle naar een boek van de Zeeuwse schrijver Andreas Oosthoek.
In 2015 was Roozen te zien in de nieuwe serie op Zapp Het geheim van Eyck waarin hij de rol van Tim vertolkt, en in 2016 in de film Renesse, waarin hij Bas speelt.
In 2018 speelde hij in de rol van discipel mee in The Passion. Een jaar later speelde Roozen als Max mee in de film Brugklas: de tijd van m'n leven en speelde hij de beste vriend van vlogger Gio Latooy in diens eerste bioscoopfilm Project Gio. Daarnaast speelde hij in de films Vals, Misfit 2 en Verliefd op Cuba.
Van 2021 tot 2023 was Roozen een van de bekende Nederlanders in het kinderprogramma De Faker. In 2022 was Roozen een van de deelnemers aan het 22e seizoen van het RTL 4-programma Expeditie Robinson. In de derde aflevering kreeg Roozen een allergische reactie na het eten van een yam, waardoor het medische team moest worden opgeroepen. Hij viel uiteindelijk als achttiende af en eindigde daarmee op de vierde plek.
In 2023 deed Roozen mee aan de televisieprogramma’s Voor het blok, Beat the Champions VIPS en Waku Waku. In 2024 deed hij mee aan de televisieprogramma’s Moordfeest, Pokerface, 30 seconds en Oh, wat een jaar!.
Sinds 2024 presenteert Roozen het televisieprogramma Say Whut!? bij de AVROTROS.